# 薩薩維尼山
16°57′30″S 70°20′34″W / 16.95833°S 70.34278°W
薩薩維尼山（西班牙語：Sasawini）是秘魯的一座山峰，位於該國南部塔克納大區，由坎達拉韋省的坎達拉韋區負責管轄，屬於安地斯山脈的一部分，海拔高度5,000米。